# Kelurahan Penatih
Kelurahan Penatih är en administrativ by i Indonesien.   Den ligger i provinsen Provinsi Bali, i den sydvästra delen av landet, 1 000 km öster om huvudstaden Jakarta. Kelurahan Penatih ligger på ön Bali.